# انجاكو
انجاكو بلدية تابعة لمقاطعة كرمسين بولاية الترارزة وهي مدينة حدودية تقع في أقصى الجنوب الغربي لموريتانيا على شاطئ المحيط الأطلسي.

## الموقع
تقع انجاكو في منطقة دلتا نهر السنغال يحدها من الجنوب والجنوب الشرقي نهر السنغال ومن الغرب المحيط الأطلسي ومن الشمال والشمال الشرقي الحظيرة الوطنية داولينك، تبعد حوالي 152كلم من عاصمة الولاية روصو

## الحالة الإدارية
نجاكو بلدية ومركز إداري تابع لمقاطعة كرمسين وبها مقر للبلدية ومقر لرئيس المركز الإداري. وبالمدينة أيضا مستوصف صغير ومدرسة وإعدادية.

## السكان
يبلغ عدد سكان البلدية حوالي 8500 نسمة ويعمل معظمهم في الصيد التقليدي والسياحة والتجارة.

## أهم القرى
السبيخات ، وبيرت ، والزريبة ، وابدن ، والزيرة